# 교토부 제3구
교토부 제3구(일본어: 京都府第3区)는 일본의 중의원 선거구이다. 1994년 공직선거법이 개정되면서 신설되었다.

## 지역
- 교토시
  - 후시미구
- 무코시
- 나가오카쿄시
- 오토쿠니군

## 역대 국회의원
| 선거          | 선거          | 의원              | 정당       |
| ------------- | ------------- | ----------------- | ---------- |
|               | 1996년 제41회 | 테라마에 이와오   | 일본공산당 |
|               | 2000년 제42회 | 오쿠야마 시게히코 | 자유민주당 |
|               | 2003년 제43회 | 이즈미 겐타       | 민주당     |
| 2005년 제44회 |               | 이즈미 겐타       | 민주당     |
| 2009년 제45회 |               | 이즈미 겐타       | 민주당     |
|               | 2012년 제46회 | 미야자키 겐스게   | 자유민주당 |
| 2014년 제47회 |               | 미야자키 겐스게   | 자유민주당 |
|               | 2017년 제48회 | 이즈미 겐타       | 희망의 당  |
|               | 2021년 제49회 | 이즈미 겐타       | 입헌민주당 |